# Jane Eyre (film 1914 Faust)
Jane Eyre è un film muto del 1914 diretto da Martin Faust.
Quarta versione del romanzo omonimo di Charlotte Brontë, è interpretato da Alberta Roy e da John Charles nel ruolo di Rochester.
Nello stesso anno, in febbraio, era uscito  un altro film dallo stesso titolo diretto da Frank Hall Crane che aveva come interpreti Ethel Grandin e da Irving Cummings.

## Trama
Sposato da poco, il ricco Edward Rochester si accorge che la moglie sta diventando pazza: la donna, sempre più violenta, viene segregata nella residenza dei Rochester, Thornfield Hall. Alcuni anni dopo, per prendersi cura dell'istruzione di Adele, la figlia della coppia, viene assunta la giovane Jane Eyre, che ignora l'esistenza della malata. 
Mason, il cognato di Rochester, in visita alla residenza, trova la sorella sempre più agitata perché è consapevole che il marito sta per sposarsi con Jane: Mason, allora, si presenta alla cerimonia delle nozze e rivela che sua sorella è ancora viva. Jane, sconvolta dalla rivelazione, abbandona Thornfield Hall. 
Ritrova l'amicizia di John Rivers, un pastore che la chiede in moglie. Ma Jane viene a sapere che la residenza dei Rochester è andata in fiamme e che Edward è diventato cieco cercando di salvare la moglie, perita nel rogo. Lascia John e ritorna da Rochester.

## Produzione
Il film fu prodotto dalla Whitman Features Company

## Distribuzione
Uscito negli Stati Uniti il 27 giugno 1914, il film fu distribuito dalla Blinkhorn Photoplays Corp.